# Naruto (sezonul 1)
Naruto Sezonul 1 (2002-2003)
Episoadele din sezonul unu al seriei anime Naruto se bazează pe partea întâi a seriei manga Naruto de Masashi Kishimoto. Sezonul unu din Naruto, serie de anime, este regizat de Hayato Date și produs de Studioul Pierrot și TV Tokyo și a început să fie difuzat pe data de 3 octombrie 2002 la TV Tokyo și s-a încheiat la data de 28 mai 2003.
Episoadele din sezonul unu al seriei anime Naruto fac referire la tânărul adolescent Naruto Uzumaki care vrea să devină hokage, liderul Satului Frunzei pentru a fi respectat de toată lumea. El este adăugat în Echipa 7, o echipă de trei persoane care trebuie să facă misiuni pentru sat.

## Lista episoadelor
| Nr. în serie | Nr. în sezon | Titlu                                                           | Apariție          |
| --- | ------------ | --------------------------------------------------------------- | ----------------- |
| 1 | 1            | „Intră: Naruto Uzumaki!”                                        | 3 octombrie 2002  |
| Cu 12 ani în urmă, o bestie îngrozitoare cunoscută ca Vulpea cu Nouă-Cozi, a atacat satul Konoha. Mulți shinobi au luptat cu fiara, dar i-a învins și i-a ucis pe toți cei care stăteau în calea ei. Din fericire, satul a fost salvat atunci când liderul satului, Al Patrulea Hokage, a sigilat fiara în trupul unui băiețel cu prețul propriei vieți. În prezent, Naruto Uzumaki este un farsor care cauzează în mod constant probleme în sat, cel mai recent făcând un graffiti pe întregul Monument Hokage. O mare parte a satului îl displace, dar el se bucură de atenție de orice fel, pozitivă și negativă. Deși el pretinde a fi un shinobi talentat care va deveni într-o zi Hokage, Naruto este incapabil să efectueze tehnici de bază, cum ar fi Tehnica Clonelor. Când acest lucru îl aduce în imposibilitatea de a absolvi Academia, unul dintre instructorii săi, Mizuki, îi spune lui Naruto că, dacă el ar putea fura Pergamentul Sigiliilor și să învețe una dintre tehnicile sale secrete ar putea trece examenul și să își continue drumul spre a deveni un shinobi. După ce a furat cu succes pergamentul, Naruto este prins de un alt instructor, Iruka Umino, care și-a dat seama că Naruto a fost păcălit. Iruka îl protejează pe Naruto de Mizuki care intenționează să obțină pergamentul pentru el. Mizuki îi spune lui Naruto că el are Vulpea cu Nouă Cozi sigilată în el din ziua nașterii sale. El continuă să îi explice că sătenii îl urăsc pentru monstrul din el și că Iruka, ai cărui părinți au fost uciși de către această bestie, îl urăște cel mai mult. Iruka a spus că nu este adevărat, ca el nu a dat vina pe Naruto pentru acțiunile bestiei, și că de fapt el, crescând în condiții similare, a ajuns să îl simpatizeze pe Naruto. Naruto îl crede pe Iruka și folosește nou-stăpânita tehnică Tehnica Multiplă a Clonelor Umbrei pentru a-l învinge pe Mizuki. Uimit de tehnica complicată pe care Naruto a învățat-o, Iruka îl face oficial pe Naruto un shinobi, oferindu-i protectoarea sa de frunte, și constată că el poate într-o zi să devină Hokage.                                                                                             |              |                                                                 |                   |
| 2 | 2            | „Numele meu este Konohamaru!”                                   | 10 octombrie 2002 |
| Naruto Uzumaki folosește o fotografie bizară cu el în formularul de înregistrare shinobi. Al Treilea Hokage îi cere să își refacă poza. Un copil încearcă să îl atace pe Hokage dar se împiedică de propria eșarfă. Un shinobi sosește și pare a avea grijă de copil. El îl observă pe Naruto, identificându-l ca fiind Vulpea cu Nouă Cozi. Copilul îl acuză pe Naruto că l-a făcut să cadă, dar băiatul neagă acest fapt. Shinobiul, Ebisu, i-a relevat faptul că acel copil este nepotul celui de-Al Treilea Hokage, numit Konohamaru Sarutobi. Ebisu îi spune apoi lui Konohamaru că antrenându-se va deveni mai repede Hokage, dar băiețelul pare că nu vrea să asculte. Konohamaru îl urmărește pe Naruto prin sat, încercând să se ascundă. După ce Naruto îi descoperă deghizarea evidentă, Konohamaru îi ordonă să îl antreneze și să îl învețe cum să devină Hokage. După ce îi arată diferite lucruri, Naruto îl întreabă de ce dorește atât de mult să devină Hokage. Konohamaru îi spune că oamenii nu îl văd pe el ca find el însuși, ci doar ca pe nepotul lui Hokage. Konohamaru vrea să devină Hokage, dar Naruto îi explică faptul că nu e ușor să ajungi unul. Pe acoperișul conacului unde stă Hokagele, Iruka îl întreabă pe Hokage despre formularul de înregistrare a lui Naruto. Hokage îi explică faptul că a emis un decret prin care nimeni nu trebuie să știe că Naruto este un jinchuriki. El spune, de asemenea, că Al Patrulea Hokage voia ca Naruto să fie văzut ca un erou, dar cei mai mulți dintre săteni îl văd ca pe Bestia cu Nouă Cozi. Ebisu îi găsește în final pe Konohamaru și Naruto. Konohamaru îl anunță că încearcă să învețe calea pe care a mers bunicul său. Ebisu îl ironizeză pe Konohamaru, care răspunde folosind Tehnica Sexy. Apoi Naruto folosește Tehnica Clonării Umbrelor timp în care Hokagele îl privește cu Tehnica Telescopului. Naruto transforma clonele în femei dezbrăcate prin Tehnica Sexy, cauzându-i lui Ebisu o sângerare din nas și o stare de inconștiență. Naruto îi spune lui Konohamaru că nu există scurtătură spre a deveni Hokage, și îl anunță că vor deveni rivali și se vor lupta într-o zi pentru titlul de Hokage. |              |                                                                 |                   |
| 3 | 3            | „Sasuke și Sakura: Prieteni sau dușmani?”                       | 17 octombrie 2002 |
| 4 | 4            | „Pici sau treci: Testul de supraviețuire”                       | 24 octombrie 2002 |
| 5 | 5            | „Ai picat! Decizia finală a lui Kakashi”                        | 31 octombrie 2002 |
| 6 | 6            | „O misiune periculoasă! Călătorie în Tărâmul Valurilor!”        | 7 noiembrie 2002  |
| 7 | 7            | „Asasinul ceții!”                                               | 14 noiembrie 2002 |
| 8 | 8            | „Jurământul durerii”                                            | 21 noiembrie 2002 |
| 9 | 9            | „Kakashi: Războinicul sharingan”                                | 28 noiembrie 2002 |
| 10 | 10           | „Pădurea de chakra”                                             | 5 decembrie 2002  |
| 11 | 11           | „Tărâmul în care a trăit un erou”                               | 12 decembrie 2002 |
| 12 | 12           | „Bătălia decisivă de pe pod! Întoarcerea lui Zabuza!”           | 19 decembrie 2002 |
| 13 | 13           | „Jutsul secret a lui Haku: Oglinzile de cristal”                | 26 decembrie 2002 |
| 14 | 14           | „Nrumărul unu hiperactiv, tăntălăul ninja intră în luptă!”      | 9 ianuarie 2003   |
| 15 | 15           | „Vizibilitate zero: Sharinganul distruge”                       | 13 ianuarie 2003  |
| 16 | 16           | „Dezlănțul sigiliului”                                          | 23 ianuarie 2003  |
| 17 | 17           | „Trecut imaculat: Ambiții ascunse”                              | 30 ianuarie 2003  |
| 18 | 18           | „Armele cunoscute ca shinobi”                                   | 6 februarie 2003  |
| 19 | 19           | „Demonul din zăpadă”                                            | 13 februarie 2003 |
| 20 | 20           | „Începe un nou capitol: Examenul chunin!”                       | 20 februarie 2003 |
| 21 | 21           | „Identifică-te: Noi rivali puternici”                           | 27 februarie 2003 |
| 22 | 22           | „Provocarea chunin: Rock Lee vs. Sasuke!”                       | 6 martie 2003     |
| 23 | 23           | „Geninii demolează! Cei nouă recruți se întâlnesc din nou!”     | 13 martie 2003    |
| 24 | 24           | „Porniți motoarele: Examenul chunin începe!”                    | 20 martie 2003    |
| 25 | 25           | „A zecea întrebare: Totul sau nimic!”                           | 27 martie 2003    |
| 26 | 26           | „Repotaj special: Viața din Pădurea Morții”                     | 2 aprilie 2003    |
| 27 | 27           | „Examenul chunin etapa 2: Pădurea Morții”                       | 2 aprilie 2003    |
| 28 | 28           | „Mănâncă sau vei fi mâncat: Panică în pădure”                   | 9 aprilie 2003    |
| 29 | 29           | „Contraatacul lui Naruto: Niciodată să nu renunți!”             | 16 aprilie 2003   |
| 30 | 30           | „Sharinganul revine: Jutsu dragonul flacără!”                   | 23 aprilie 2003   |
| 31 | 31           | „Sprânceană Stufoasă se ține de cuvânt: Iubește și protejează!” | 30 aprilie 2003   |
| 32 | 32           | „Sakura înflorește”                                             | 7 mai 2003        |
| 33 | 33           | „Bătălia în formația: Ino-Shika-Cho!”                           | 14 mai 2003       |
| 34 | 34           | „Tremuratul lui Akamaru: Cruzimea lui Gaara!”                   | 21 mai 2003       |
| 35 | 35           | „Secretul pergamentului: Nu trage cu ochiul”                    | 28 mai 2003       |